# Ottery St Mary
Ottery St Mary är en stad och en civil parish i East Devon i Devon i England. Orten har 7 692 invånare (2001). Byn nämndes i Domedagsboken (Domesday Book) år 1086, och kallades då Otrei / Otri.